# Rozhledna Nida
Rozhledna Nida, nazývaná také Rozhledna Highlight v Nidě, litevsky Nidos apžvalgos bokštas či Nidos apžvalgos bokštas Highlight, je rozhledna pod vrcholem zalesněné písečné duny Urbo kalnas na Kuršské kose v Národním parku Kuršská kosa v západní Litvě. Nachází se v městečku Nida v městě/okrese Neringa v Klaipėdském kraji.

## Další informace
Rozhledna Nida je dřevěná, nezastřešená a třípodlažní stavba z roku 2016, která má výšku 10 m. Nachází se v blízkosti Nidského majáku ve svazích Urbo kalnas. Rozhledna je celoročně volně přístupná a výstup na rozhlednu je po žebříku a tedy pro fyzicky zdatnější návštěvníky. Stavbu navrhli mladí francouzští architekti a místo pro ni si vybrali obyvatelé Nidy. Rozhledna je koncipovaná netradičně tak, aby hlavním výhledem byl pohled na západ slunce.

## Galerie

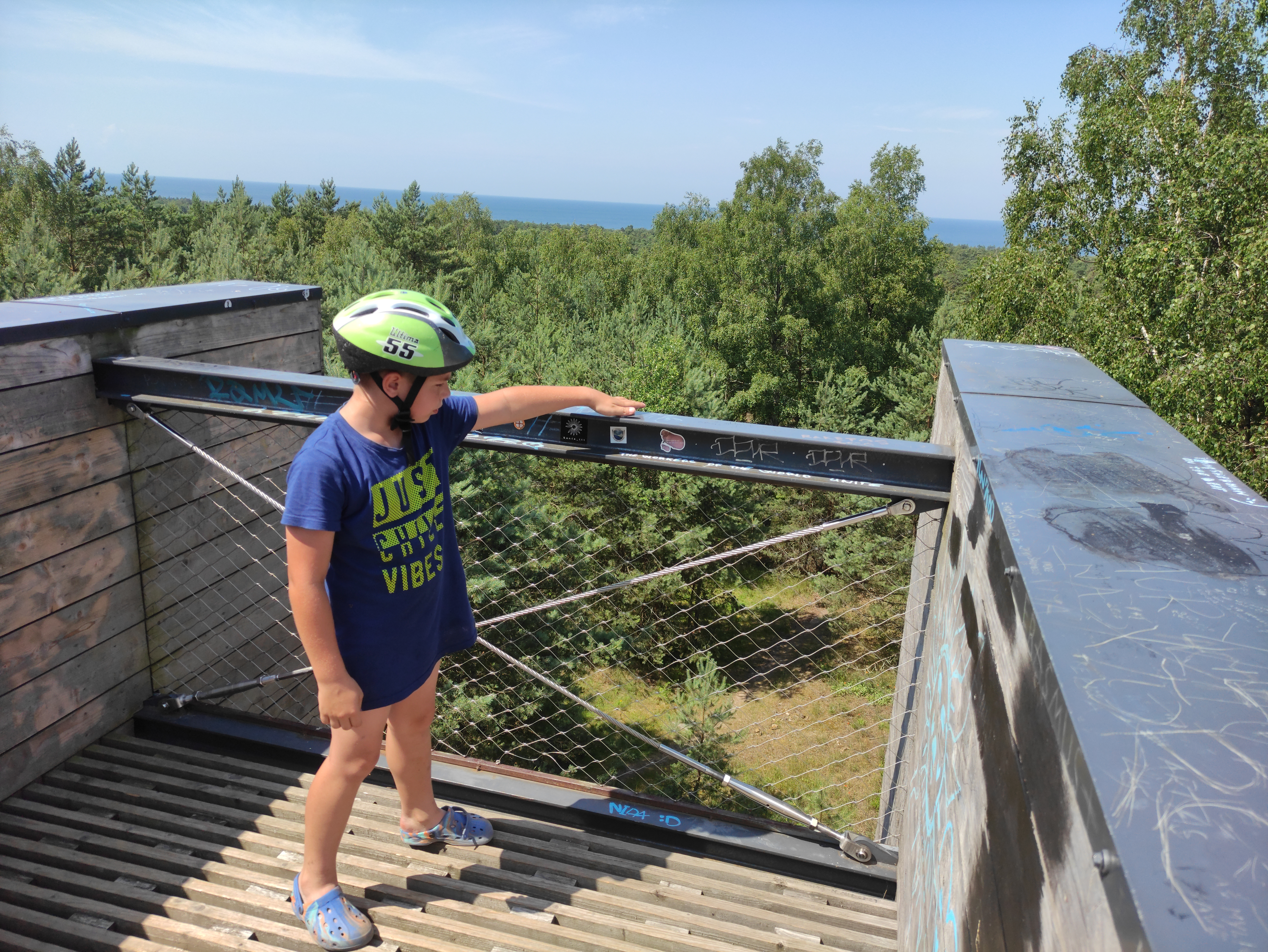
Vyhlídková plošina a výhled na Balstké moře
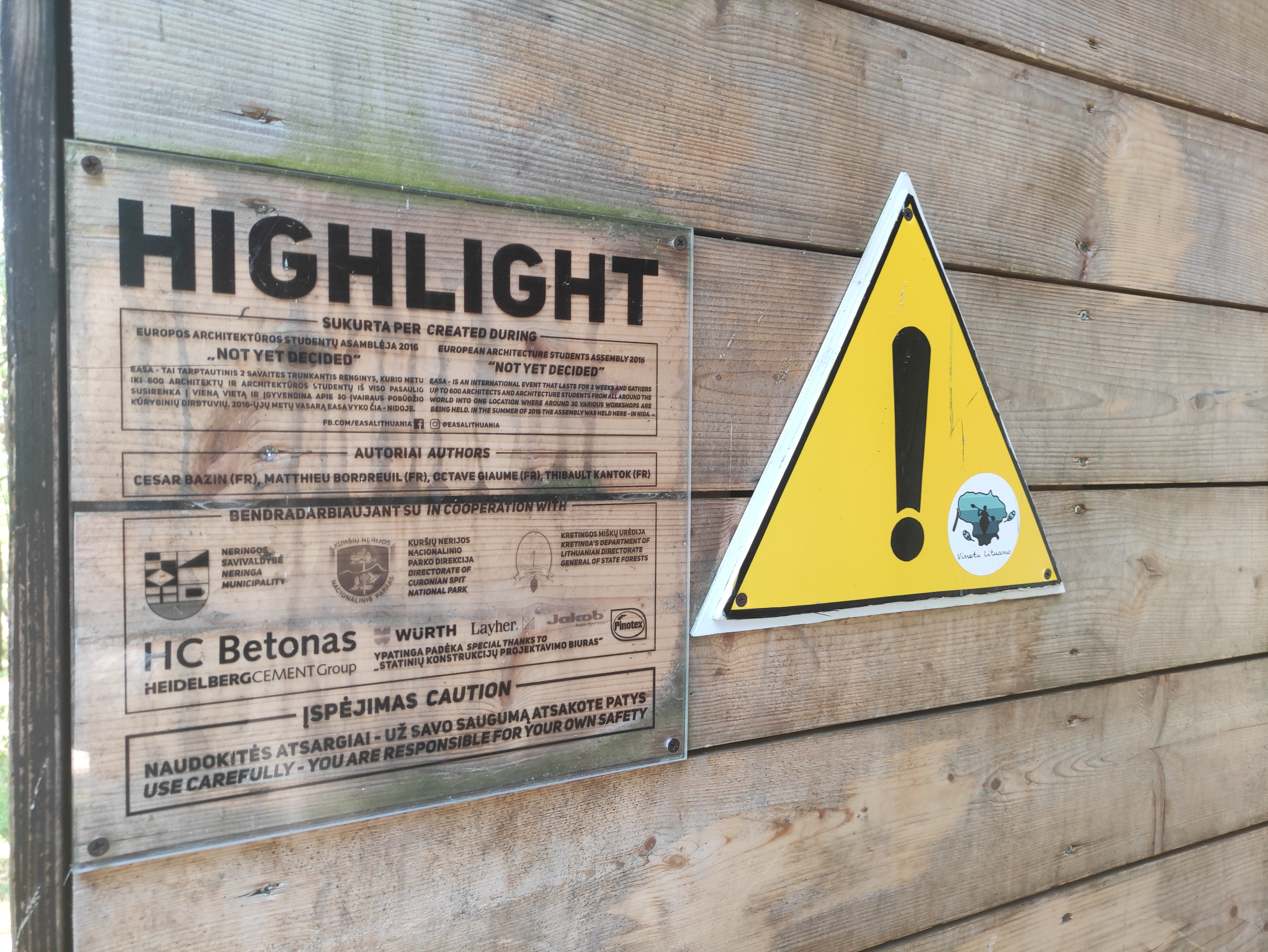
Informace o stavbě a bezpečnostní předpisy